# モータル・シン
モータル・シン（Mortal Sin）は、オーストラリア出身のスラッシュメタル・バンド。
母国を代表するヘヴィメタル・バンドとして、停止再編を繰り返しながらも活動していたが、2012年に解散した。
2005年、英『Kerrang!』誌認定「Australia Heavy Metal」部門で殿堂入り。

## 略歴・背景
1985年、マット・モーラー(Vo)、アンディ・エフティシオ(B)、ウェイン・キャンベル(Ds)らを中心にシドニーで結成。
1986年に、地元でデビューしたアルバム『Mayhemic Destruction』が好評となり、大手フィリップス・レコード傘下のレーベル「ヴァーティゴ」と契約。翌年に同レーベルからも配給され、オーストラリア初のメジャー・スラッシュメタルバンドとして認知される。
1989年、2ndアルバム『Face of Despair』をリリースし、欧米のツアーも盛況となる。しかし翌年に内部分裂が勃発してしまい、バンドは崩壊する。
再始動〜活動停止
継続したいアンディ・エフティシオ(B)は、新規メンバーで独自にバンドを再編。1991年に3rdアルバム『Rebellious Youth』(Every Dog has its Day）を発表するが、旧メンバーからの反発をくらい、権利訴訟問題にまで発展してしまう。
最終的に、アンディらオリジナルメンバー達は和解し再集結。1996年に企画EP『Face of Despair』をリリースする。
その後、休止再編を経ながらも、2007年に4thアルバム『An Absence of Faith』をリリースするなど活動を続けていたが、2011年リリースの5thアルバム『Psychology of Death』を最後に、翌年活動を停止した。

## スタイル
ツインギターによる、オーソドックスなスラッシュメタル・サウンドが特徴。1980年代は、スラッシュメタル・バンド「メタリカ」の成功に触発されたフォロワーのひとつとして、同バンドに近い音楽性を内包していた。

## メンバー

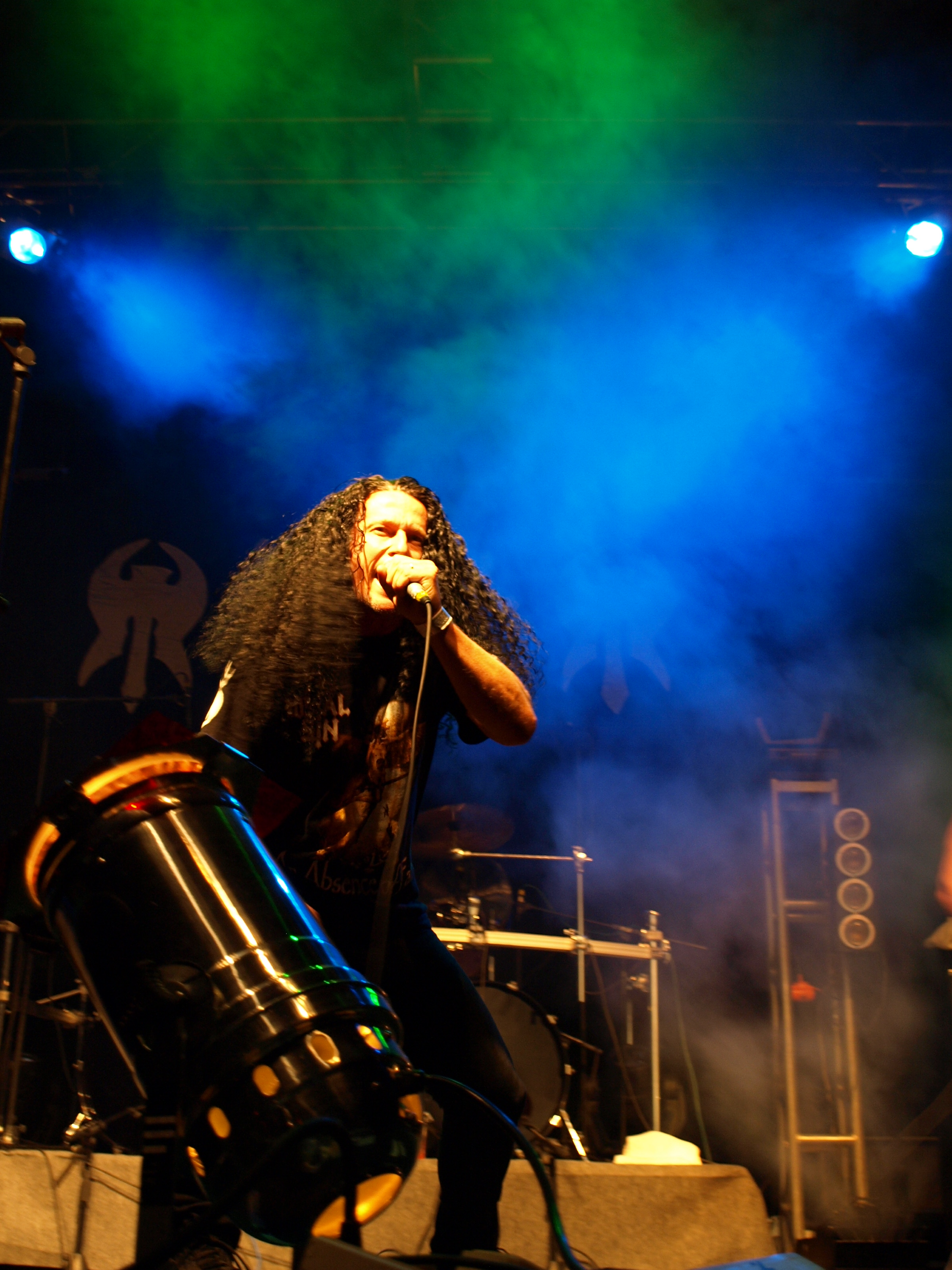
マット・モーラー(Vo) 2008年

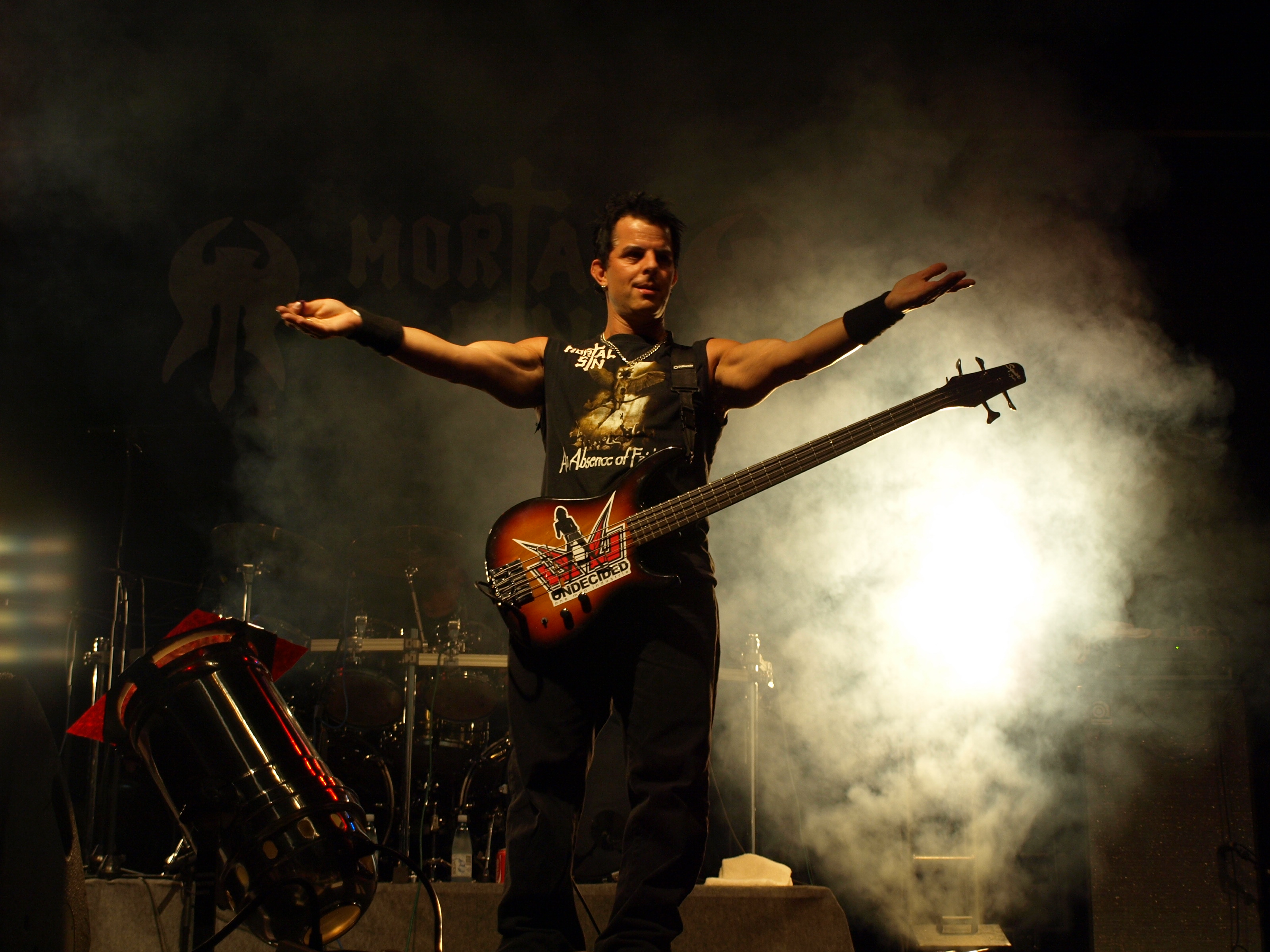
アンディ・エフティシオ(B) 2008年

### 最終ラインナップ
- マット・モーラー Mat Maurer - ボーカル (1985-1990, 1996-2012)
- アンディ・エフティシオ Andy Eftichiou - ベース (1985-1992, 1996-1997, 2004-2012)
- ネイサン・シェア Nathan Shea - ギター (2005-2012)
- ライアン・ハスナンス Ryan Huthnance - ギター (2010-2012)
- ルーク・クック Luke Cook - ドラムス (2005-2012)

### 旧メンバー
- キース・カースティン Keith Krstin - ギター (1985-1987)
- ネヴィル・レイノルズ Neville Reynolds - ギター (1985-1986)
- ウェイン・キャンベル Wayne Campbell - ドラムス (1985-1989, 1996-2005)
- ポール・カーワナ Paul Carwana - ギター (1986-1990, 1996)
- ミック・バーク Mick Burke - ギター (1987-1990)
- スティーヴ・ヒューズ Steve Hughes - ドラムス (1989-1990)
- スティーヴ・スライ Steve Sly - ボーカル (1990-1992)
- アレックス・ハーディ Alex Hardy - ギター (1990-1992)
- デイヴ・デフランセスコ Dave DeFrancesco - ギター (1990-1992)
- ナッシュ・ホール Nash Hall - ドラムス (1990-1992)
- アンソニー・ホフマン Anthony Hoffman - ギター (1996-1998)
- トロイ・シェリー Troy Scerri - ギター (1996-1998)
- ジェイソン・ソーンクラフト Jason Thorncraft - ベース (1997-1998)
- ミック・サルタナ Mick Sultana - ギター (2004-2009)
- ジョー・ブッティジージ Joe Buttigieg - ギター (2004-2005)

## ディスコグラフィ
アルバム
- Mayhemic Destruction 地獄の叫び (1986)
- Face of Despair (1989)
- Rebellious Youth ※母国盤 / Every Dog has its Day ※ワールドワイド盤 (1991)
- Revolution Of The Mind (1996・企画EP)
- Mortal Thrashing Mad - Official Live Bootleg (2007・ライブアルバム)
- An Absence of Faith (2007)
- Into The Inferno (2009・ライブアルバム)
- Psychology of Death (2011)

ライブビデオ
- Out Of The Darkness (2007)